# Thegornis
Thegornis — викопний рід хижих птахів родини соколовох (Falconidae), що існував в Південній Америці у міоцені. Рештки птаха знайдено в Аргентині.